# Cartagena (Aguascalientes)
Cartagena es una localidad del estado mexicano de Aguascalientes. Es parte del municipio de Aguascalientes.

## Demografía
| Censo | Población |
| ----- | --------- |
| 2005  | 1 557     |
| 2010  | 2 496     |
| 2020  | 3 903     |